# Антанюк, Андрей Дмитриевич
Андрей Дмитриевич Антанюк (бел. Андрэй Дзмітрыевіч Антанюк; род. 17 марта 1995, Гомель) — белорусский футболист, нападающий гомельского «Лесхоза».

## Карьера

### «Гомель»
Воспитанник клуба «Гомель». В 2015 году стал подтягиваться к играм с основной командой. Дебютировал за клуб 20 сентября 2015 года против микашевичского «Гранита», выйдя на замену на 59 минуте. Дебютный гол забил 4 октября 2015 года в матче против новополоцкого «Нафтана», спустя несколько минут, после выхода на замену. Провёл за клуб 10 матчей во всех турнирах, отличившись 1 голом и 1 результативной передачей. По итогу сезона занял с клубом последнее место в турнирной таблице и вылетел в Первую Лигу. Первый матч в чемпионате сыграл 17 апреля 2016 года против «Орши», выйдя на замену в самой концовке матча. Стал победителем Первой Лиги. Результативными действиями за 17 проведённых за сезон матчей не отличился, оставаясь всё время игроком замены.

#### Аренда в «Гранит» Микашевичи
В марте 2017 года отправился в аренду в микашевичский «Гранит». Дебютировал за клуб 22 апреля 2017 года в матче против «Звезды-БГУ», выйдя на замену на 85 минуте. Дебютный гол за клуб забил 3 июня 2017 года в матче против «Слонима». Оставался весь сезон игроком замены и в июле 2017 года покинул клуб.

#### Аренда в ЮАС
В январе 2018 года отправился в аренду в ЮАС. Дебютировал за клуб 7 апреля 2018 года в матче против микашевичского «Гранита», выйдя на замену на 72 минуте. Начинал сезон как игрок замены. Позже стал получать больше игрового времени и чаще выходить на матчи в стартовом составе. Дебютный гол за клуб забил 2 июня 2018 года в матче против светлогорского «Химика». Провёл за клуб 28 матчей во всех турнирах, в которых отличился 3 голами. По окончании аренды покинул клуб. Потом еще год провёл в «Гомеле», выступая за дублирующий состав. В январе 2020 года стал свободным агентом.

### «Лесхоз»
В январе 2021 года присоединился к гомельскому клубу «Лесхоз» из Второй Лиги. В сентябре 2022 года вместе с клубом смог пройти в стадию плей-офф чемпионата.

## Достижения
«Гомель»
- Победитель Первой лиги: 2016